# جيم كارول
جيم كارول (بالإنجليزية: Jim Carroll) (و. 1949 – 2009 م) هو مغني، وشاعر، وروائي، وكاتب، وكاتب يوميات أمريكي، ولد في مانهاتن، توفي في نيويورك، عن عمر يناهز 60 عاماً، بسبب نوبة قلبية.

## التعليم
تعلم في جامعة كولومبيا، وكلية واغنر ‏.

## جوائز
حصل على جوائز منها:
- جائزة جيمس باركس مورتون لما بين الأديان ‏.

## وصلات خارجية
- جيم كارول على موقع IMDb (الإنجليزية)
- جيم كارول على موقع ميوزك برينز (الإنجليزية)
- جيم كارول على موقع إن إن دي بي (الإنجليزية)
- جيم كارول على موقع أول ميوزيك (الإنجليزية)
- جيم كارول على موقع ديسكوغز (الإنجليزية)
- جيم كارول على موقع قاعدة بيانات الفيلم (الإنجليزية)

- جيم كارول في قاعدة بيانات الأفلام على الإنترنت